# Aharonov–Bohm-effekten

Diffraktionsmönstret påverkas av ett magnetfält B i det blåfärgade området.

Aharonov–Bohm-effekten är ett kvantmekaniskt fenomen, som låter laddade partiklar påverkas att röra sig även utanför avskärmade elektromagnetiska fält.
Effekten har en praktisk tillämpning för att mäta svaga magnetfält.
Aharonov–Bohm-effekten är uppkallad efter upphovsmännen Yakir Aharonov och David Bohm. Den förutsades redan 1949 av matematikerna Werner Ehrenberg och Raymond E. Siday. Den beskrev sedan oberoende med andra tillämpningar av Aharonov och Bohm 1959 och med Ehrenberg och Sidays slutsatser tillagda 1961. Effekten bekräftades experimentellt av flera forskare och kunde i slutet av 1980-talet beskrivas i sin helhet.